# Olof Magni Arenius
Olof Magni Arenius, född 1611, död 7 augusti 1682, var en svensk präst.
Arenius blev student vid Åbo universitet 1640 och prästvigdes 1643. Han var huspredikant hos Jöns Knutsson Kurck den yngre och blev kyrkoherde i Malax 1649. Arenius var en flitig homiletisk författare.